# Monserrato
Monserrato – miejscowość i gmina we Włoszech, w regionie Sardynia, w mieście metropolitalnym Cagliari. Graniczy z Cagliari, Quartu Sant'Elena, Quartucciu, Selargius i Sestu.
Według danych na rok 2004 gminę zamieszkiwały 20 132 osoby, 3355,3 os./km².
Na terenie miasta znajduje się Muzeum Kolejnictwa.